# سیمی ولی (کالیفرنیا)
سیمی ولی (به انگلیسی: Simi Valley) شهری در شهرستان ونتورا، کالیفرنیا ایالت کالیفرنیا است که در سرشماری سال ۲۰۱۰ میلادی، ۱۲۴۲۳۷ نفر جمعیت داشته است.
کتابخانه ریاست جمهوری رونالد ریگان در سیمی ولی واقع شده‌است.وهمچنین اولین شهر صنعتی امریکا محسوب ی شود